# Wiebke Muhsal
Wiebke Muhsal (Lüdinghausen, 6 de abril de 1986) es una política alemana. Afiliada al partido de derecha Alternativa para Alemania (AfD), entre 2014 y 2019 se desempeñó como miembro del Landtag de Turingia.

## Educación
En 2005, Muhsal se graduó en el Rudolph-Brandes-Gymnasium en el centro escolar Lohfeld en Bad Salzuflen. Luego comenzó a estudiar derecho en la Universidad de Jena, en donde se graduó en febrero de 2012 con una licenciatura en derecho.

## Posiciones políticas

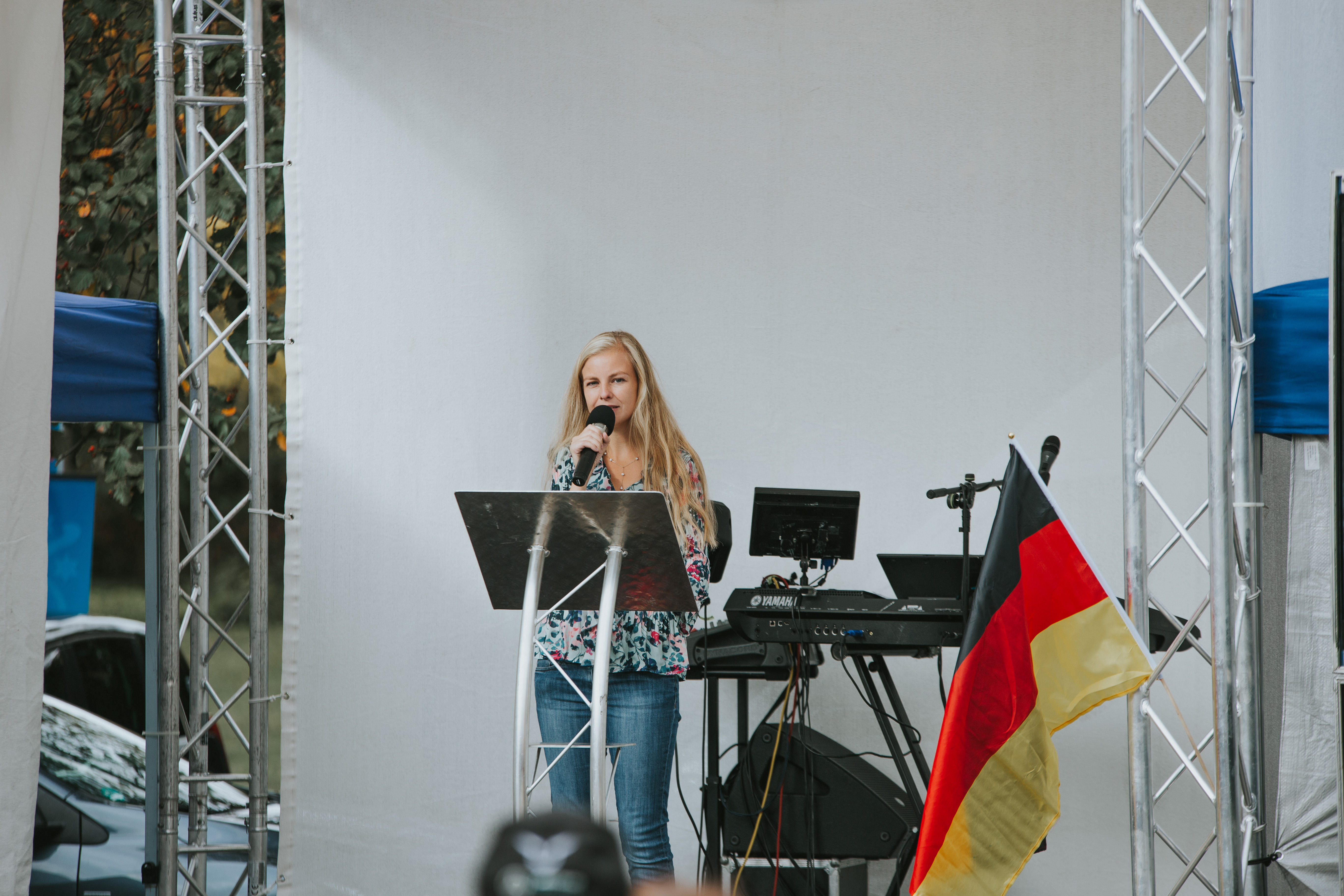
Muhsal durante un acto de campaña en Nordhausen (2019).

Muhsal está principalmente interesada en la educación y la política familiar. Aboga por un préstamo matrimonial para parejas jóvenes similar a las prácticas en la antigua República Democrática Alemana y una asignación básica para los niños. También abogó por la preservación del subsidio educativo estatal y defendió un mayor desarrollo del subsidio familiar. En marzo de 2015 fue la primera firmante de la llamada “Resolución de Erfurt”.
En 2016, Muhsal usó un niqab en el Landtag de Turingia como protesta para pedir la prohibición del velo islámico.

## Condena por fraude
En junio de 2015, a petición del fiscal estatal de Érfurt, el Comité Judicial del Landtag de Turingia levantó la inmunidad parlamentaria de Muhsal para permitir una investigación penal en su contra. Una ex colega había alegado que había facturado los gastos de manera inapropiada. Muhsal negó las acusaciones y lanzó una contra acusación de difamación. En abril de 2017, el juzgado la condenó a una multa de 80 tasas diarias de 100 euros por estafa. Ella apeló nuevamente; sin embargo, en la audiencia de apelación, el tribunal de distrito de Érfurt confirmó la multa de 8000 euros. La apelación dirigida contra esto fue rechazada por el Tribunal Regional Superior de Turingia. Por otro lado, se anuló la condena del juzgado regional por daños y perjuicios por un importe de 6436 euros.

## Vida personal
Muhsal está casada y tiene cinco hijos; residen en Jena. Ella es católica devota.

## Resultados electorales

### Landtag de Turingia
|  | 10,57 % |

|  | 38,9 % |

|  | 32.84 % |